# Чужі світи (мінісеріал)
«Позаземні світи» також відомий як «Чужі світи» (англ. Alien Worlds) — британський науково-фантастичний 4-серійний доку-фікшн мінісеріал прем'єра якого відбулася 2 грудня 2020 року на Netflix. Голос оповідача надала Софі Оконедо.
Мінісеріал знятий за технологією CGI та поєднує факти та науково-фантастичну вигадку, розмірковуючи над можливістю життя прибульців на інших планетах якби вони еволюціювали за законами земного розвитку життя.

## У ролях
- Софі Оконедо — оповідачка
- Дідье Келоз — камео

## Українське багатоголосе закадрове озвучення
- Наталія Ярошенко — оповідачка
- Дмитро Завадський — Дідье Келоз, Ваге Алавердян, Карлос Сантибаньес-Лопез, Том Кроутер, Алехандро Ріко-Гевара, Стюарт Армстронґ
- Андрій Вільколек — Граціано Фіоренцо, Мартін Френч, Кеннет Інгем
- Михайло Войчук — Роберт Голінгворт, Донато Джованеллі, Майкл Фоул
- Євген Пашин — Томас Айліф, Даґлас Вакоч, Девід Резнік, Адам Френк, Даґлас Вакоч
- Крістіна Вижу — Кірсті Маклеод, Еллісон Кемп, Авалон Овенс, Маґдалена Сорджер
- Надія Кондратовська — Наталі Баталья, Кенда Лінч, Діана Нортап, Анна Дорнгауз
- Олександр Солодкий — Марк Чарран, Філіп Мецґер

Доку-фікшн мінісеріал озвучено українською мовою студією «Le Doyen» на замовлення компанії Netflix у 2021 році.
- Режисер озвучення — Ольга Фокіна
- Перекладач — Тетяна Левченко

Доку-фікшн мінісеріал озвучено українською мовою студією «DniproFilm/HDRezka Studio» для інтернету у 2020 році.
Доку-фікшн мінісеріал озвучено українською мовою студією «BaibaKo» для інтернету у 2020 році.

## Епізоди
| № серії | Назва серії | Оригінальна дата виходу |
| ------- | ----------- | ----------------------- |
| 1       | «Атлас»     | 2 грудня 2020           |
| 2       | «Янус»      | 2 грудня 2020           |
| 3       | «Еден»      | 2 грудня 2020           |
| 4       | «Терра»     | 2 грудня 2020           |